# Moriaphila viossati
Moriaphila viossati är en skalbaggsart som beskrevs av Franz Antoine 1989. Moriaphila viossati ingår i släktet Moriaphila och familjen Cetoniidae. Inga underarter finns listade i Catalogue of Life.